# Mathieu Spinosi
Pour les articles homonymes, voir Spinosi.
Mathieu Spinosi, né le 6 juin 1990 à Brest, est un acteur et violoniste français.

## Biographie
Il est le fils du violoniste et chef d'orchestre Jean-Christophe Spinosi et de Françoise Paugam, violoniste. Élève du Cours Florent, il est également violoniste et membre de l'Ensemble Matheus fondé par son père. Il est par ailleurs admis au Conservatoire national supérieur d'art dramatique et commence sa première année dès septembre 2011.
Acteur, il est révélé en 2008 à 18 ans dans la comédie populaire Neuilly sa mère !, puis enchaîne avec la série télévisée Clem sur TF1 où il joue Julien Brimont, jeune papa de 16 ans du petit Valentin. En 2015, son départ définitif de la série entraîne la mort de son personnage, au cours de la cinquième saison qui réalisera des audiences record pour la série.
Cette année-là, il opère une transition réussie vers le grand écran, en incarnant le jeune protagoniste de la comédie dramatique Les Souvenirs, co-écrite et réalisée par Jean-Paul Rouve. Il a pour partenaires de jeu Michel Blanc, Chantal Lauby et Annie Cordy.
Un mois après la sortie du film, il fait partie des quatre talents mis à l'honneur du « Coup de projecteur » au 18e Festival de l'Alpe d'Huez, au côté de Frédéric Chau, Vanessa Guide et Isabelle Vitari.
En 2016, il obtient le rôle de Louis Antoine de Saint-Just dans la grosse production Les Visiteurs : La Révolution, réalisé par Jean-Marie Poiré. L'année suivante, après un second rôle dans le drame La Mélodie, de Rachid Hami, il intègre la distribution principale de la série Guyane, co-produite par Kim Chapiron et Philippe Triboit pour Canal +.
En 2025, il interprète le rôle du 1er violon dans le quatuor constitué par Valérie Donzelli pour Les Musiciens de Grégory Magne

## Filmographie

### Cinéma
- 2009 : Neuilly sa mère ! de Gabriel Julien-Laferrière : Guilain Lambert
- 2014 : Les Yeux jaunes des crocodiles de Cécile Telerman : Gary
- 2014 : Les Nuits d'été de Mario Fanfani : Quéméner / Chérubin
- 2015 : Les Souvenirs de Jean-Paul Rouve : Romain
- 2016 : Les Visiteurs : La Révolution de Jean-Marie Poiré : Louis Antoine de Saint-Just
- 2017 : La Mélodie de Rachid Hami : Julien, le chef d'orchestre
- 2021 : Simone, le voyage du siècle d'Olivier Dahan : Antoine Veil
- 2025 : Les Musiciens de Grégory Magne : George

### Télévision

#### Séries télévisées
- 2010 : Victoire Bonnot : Nathan Martins
- 2010 - 2014 : Clem : Julien Brimont (15 épisodes)
- 2017 - 2018 : Guyane : Vincent Ogier (16 épisodes)
- 2019 - 2023 : Prière d'enquêter de Laurence Katrian : Clément
- 2021 : Mon ange (mini-série) d'Arnauld Mercadier : Xavier Kara
- 2025 : Joseph de Lucien Jean-Baptiste

#### Téléfilms
- 2012 : Le Désert de l'amour de Jean-Daniel Verhaeghe : Raymond Courrèges
- 2013 : Une femme dans la Révolution de Jean-Daniel Verhaeghe : Alexandre de Valbreuse
- 2021 : La Fille dans les bois de Marie-Hélène Copti : Thomas
- 2024 : Le Jour de ma mort de Jérôme Cornuau : Martin / Nicolas Ramberg

## Doublage

### Cinéma
- 2024 : Argylle : Argylle jeune (Louis Partridge)
- 2024 : Kraven the Hunter : ? (?)

### Télévision
- 2024 : Disclaimer : Jonathan Brigstocke (Louis Partridge)
- 2025 : Les Quatre Saisons : ? (?)

## Théâtre
Il a joué dans 11 pièces de théâtre dont : 
- 2011 : Un tramway nommé Désir de Tennessee Williams, mise en scène de Lee Breuer, Salle Richelieu : le jeune vendeur de journaux, le violoniste et un kurugo[Quoi ?][2].
- 2018 - 2019 : Peau d’âne

## Distinctions

### Jury de festival
2015 : Membre du jury du Festival européen du court métrage de Bordeaux